# Communauté de communes Callac Argoat
Die Communauté de communes Callac Argoat ist ein ehemaliger französischer Gemeindeverband mit der Rechtsform einer Communauté de communes im Département Côtes-d’Armor in der Region Bretagne, dessen Verwaltungssitz sich im Ort Callac befand. Sein Einzugsgebiet lag im Westen des Départements. Der am 20. Dezember 2001 gegründete Gemeindeverband bestand aus elf Gemeinden, der Verwaltungssitz befand sich im Ort Callac.

## Aufgaben des Gemeindeverbands
Da die Mehrzahl der Gemeinden sehr klein war und Bürgermeister (Maires) im Nebenamt hatten, war die Communauté für verschiedene Aufgaben der beteiligten Gemeinden zuständig. Es bestanden vom Präsidenten und von Vizepräsidenten des Gemeindeverbands geführte Abteilungen (Wirtschaft; Umweltschutz/Müllsammlung und -entsorgung / Natur; Kinder und Jugend; Tourismus und Bauten; Öffentliche Bauten und Polizei; Straßenbau und Öffentlicher Verkehr), welche übergemeindliche Aufgaben leiteten.

## Historische Entwicklung
Mit Wirkung vom 1. Januar 2017 fusionierte der Gemeindeverband mit
- Communauté de communes Paimpol Goëlo,
- Communauté de communes du Pays de Bégard,
- Communauté de communes du Pays de Belle-Isle-en-Terre,
- Communauté de communes de Bourbriac,
- Guingamp Communauté sowie
- Pontrieux Communauté

und bildete so die Nachfolgeorganisation Guingamp Paimpol Armor Argoat Agglomération.

## Ehemalige Mitgliedsgemeinden
Der Communauté de communes Callac Argoat gehörten alle elf Gemeinden des Kantons Callac an. Die Mitgliedsgemeinden waren:
| Gemeinde        | Einwohner 1. Januar 2022 | Fläche km² | Dichte Einw./km² | Code INSEE | Postleitzahl |
| --------------- | ------------------------ | ---------- | ---------------- | ---------- | ------------ |
| Bulat-Pestivien | 409                      | 31,23      | 13               | 22023      | 22060        |
| Calanhel        | 236                      | 14,32      | 16               | 22024      | 22160        |
| Callac          | 2.274                    | 33,03      | 69               | 22025      | 22160        |
| Carnoët         | 667                      | 42,06      | 16               | 22031      | 22160        |
| Duault          | 388                      | 21,59      | 18               | 22052      | 22160        |
| Lohuec          | 246                      | 17,18      | 14               | 22132      | 22160        |
| Maël-Pestivien  | 360                      | 31,29      | 12               | 22138      | 22160        |
| Plourac’h       | 350                      | 32,15      | 11               | 22231      | 22160        |
| Plusquellec     | 557                      | 26,31      | 21               | 22243      | 22160        |
| Saint-Nicodème  | 168                      | 16,94      | 10               | 22320      | 22160        |
| Saint-Servais   | 427                      | 28,04      | 15               | 22328      | 22160        |